# Polymerphysik
Die Polymerphysik ist ein Teilgebiet der Physik weicher Materie und beschäftigt sich mit der Beschreibung und dem prädiktiven Verständnis der physikalischen Eigenschaften von synthetischen Makromolekülen sowie von aus diesen bestehenden Polymermaterialien und Kunststoffen.
Die Polymerphysik benutzt dabei sowohl Methoden der Experimentalphysik als auch der theoretischen Physik. Da die physikalischen Eigenschaften von Polymeren entscheidend von der Art ihrer Synthese beeinflusst werden, bestehen enge Bezüge zur Polymerchemie und zur chemischen Reaktionstechnik. Andererseits beeinflussen die physikalischen Eigenschaften von Polymeren deren Verarbeitbarkeit und technische Verwendbarkeit, so dass gleichfalls enge Bezüge zu Materialwissenschaft und Werkstofftechnik sowie zu den sich mit urformenden Fertigungsverfahren beschäftigenden Bereichen der Verfahrenstechnik bestehen. Polymere unterscheiden sich von anderen Formen der kondensierten Materie vor allem durch ihre Molekülstruktur, die in der Regel lange kettenartige Strukturen umfasst, sowie die oberhalb bestimmter Molekülmassen auftretende Tendenz, Verschlaufungen mit anderen Polymermolekülen zu bilden. Die Untersuchung der physikalischen Eigenschaften von Biomakromolekülen wird hingegen häufig der Biophysik sowie der biophysikalischen Chemie zugeordnet.
Die Polymerphysik beschäftigt sich unter anderem mit folgenden Aspekten:
- Statistische Beschreibung und Modellierung der Konformationen von einzelnen Polymerketten. In diesen Bereich fallen Konzepte wie Kuhn-Länge und Persistenzlänge, Gyrationsradius und Konturlänge sowie Kettenmodelle, wie etwa die frei bewegliche Kette oder die wurmartige Kette.

- Strukturelle Charakterisierung und Modellierung von Polymerkettenkonformationen in Polymerlösungen und Polymerschmelzen sowie die Thermodynamik von Polymerlösungen und Polymerschmelzen.

- Dynamik und Rheologie von Polymeren. In diesen Bereich fallen etwa mikroskopische Modelle für die Dynamik von Einzelpolymerketten wie das Rouse-Modell. Der Einfluss intermolekularer Verschlaufungen auf Dynamik und Rheologie von Polymeren wird durch das Reptationsmodell beschrieben, dass auf Arbeiten von Pierre-Gilles de Gennes[4][5] sowie von Samuel Edwards und Masao Doi[6] beruht.

- Relaxationsverhalten von Polymeren und Polymernetzwerken. Diese werden periodischen oder aperiodischen Störungen ausgesetzt, um Materialeigenschaften wie Elastizität und Viskoelastizität, das Deformations- und Bruchverhalten sowie Glasübergänge und Glasdynamik zu untersuchen.

- Der Struktur des teilkristallinen Zustands sowie den Kristallisations- und Schmelzprozessen von Polymeren (siehe Kristallisation (Polymere)). In einer grundlegenden Arbeit postulierte Andrew Keller 1957, dass synthetische Polymere durch Kettenrückfaltung Lamellenkristalle bilden,[7] die sich wiederum häufig in sphärolitischen Überstrukturen organisieren.[8] Da im Verlauf der Kristallisation von Polymeren die Verschlaufungen zwischen den Polymerketten nicht aufgelöst werden können, liegen kristallisationsfähige Polymere in der Regel in teilkristalliner Form vor; die Verschlaufungen reichern sich in den amorphen Teilbereichen an. Bemerkenswerterweise gehören ataktische Polymere sowie einige statistische Copolymere zu den wenigen intrinsisch nicht kristallisationsfähigen Spezies.

- Thermodynamik und Phasenseparationsmechanismen von Polymerblends. Hierbei ist das auf Paul Flory und Maurice Loyal Huggins zurückgehende Flory-Huggins-Modell[9] grundlegend für das Verständnis der Thermodynamik von Polymerblends. Großes Interesse hat auch die Strukturbildung durch Entmischung, wie etwa durch spinodale Entmischung und Mikrophasenseparation, hervorgerufen.[10][11][12]

- Polymere an Grenzflächen, etwa deren Konformationen[13][14] und deren Benetzungsverhalten.[15]

- Struktur und Eigenschaften von Funktionspolymeren. Unter diese fallen unter anderem leitfähige Polymere, elektroaktive Polymere wie etwa dielektrische Elastomere, Formgedächtnispolymere, thermoresponsive Polymere, Photopolymere, ferroelektrische Polymere,[16] Kunststoffmagnete, Polyelektrolyte, Flüssigkristallpolymere sowie Blockcopolymere. Relevante Anwendungsbereiche sind beispielsweise die organische Elektronik und die Blockcopolymerlithographie.[17]

## Simulationen
Die Monte-Carlo-Simulationen und Molekulardynamiksimulationen sind ein wichtiges Instrument zur Untersuchung von Polymereigenschaften.
Im Experiment sind viele interessante Größen der Messung nicht zugänglich. Die theoretischen Modelle andererseits haben Schwierigkeiten, Fluktuationen zu beschreiben und sind häufig nur in Grenzfällen exakt. Daher sind Simulationen ein Verbindungsglied zwischen Experiment und Theorie.